# Diego Martelli
Pour les articles homonymes, voir Martelli.

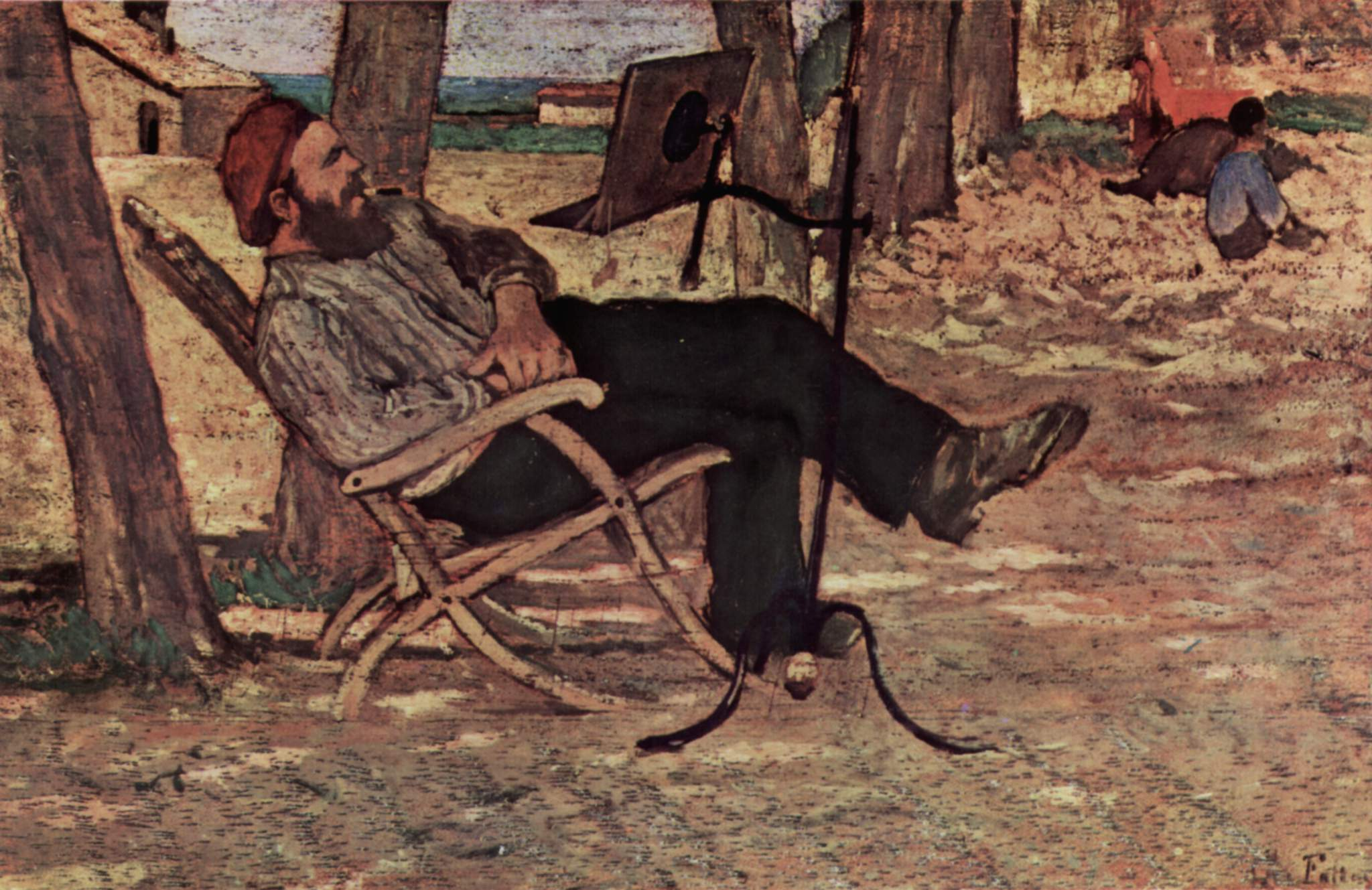
Diego Martelli à Castiglioncello par Giovanni Fattori

Diego Martelli (né le 29 octobre 1838 à Florence, mort le 20 novembre 1896 à Castiglioncello en Toscane) est un critique d'art et un mécène italien du XIXe siècle.

## Biographie

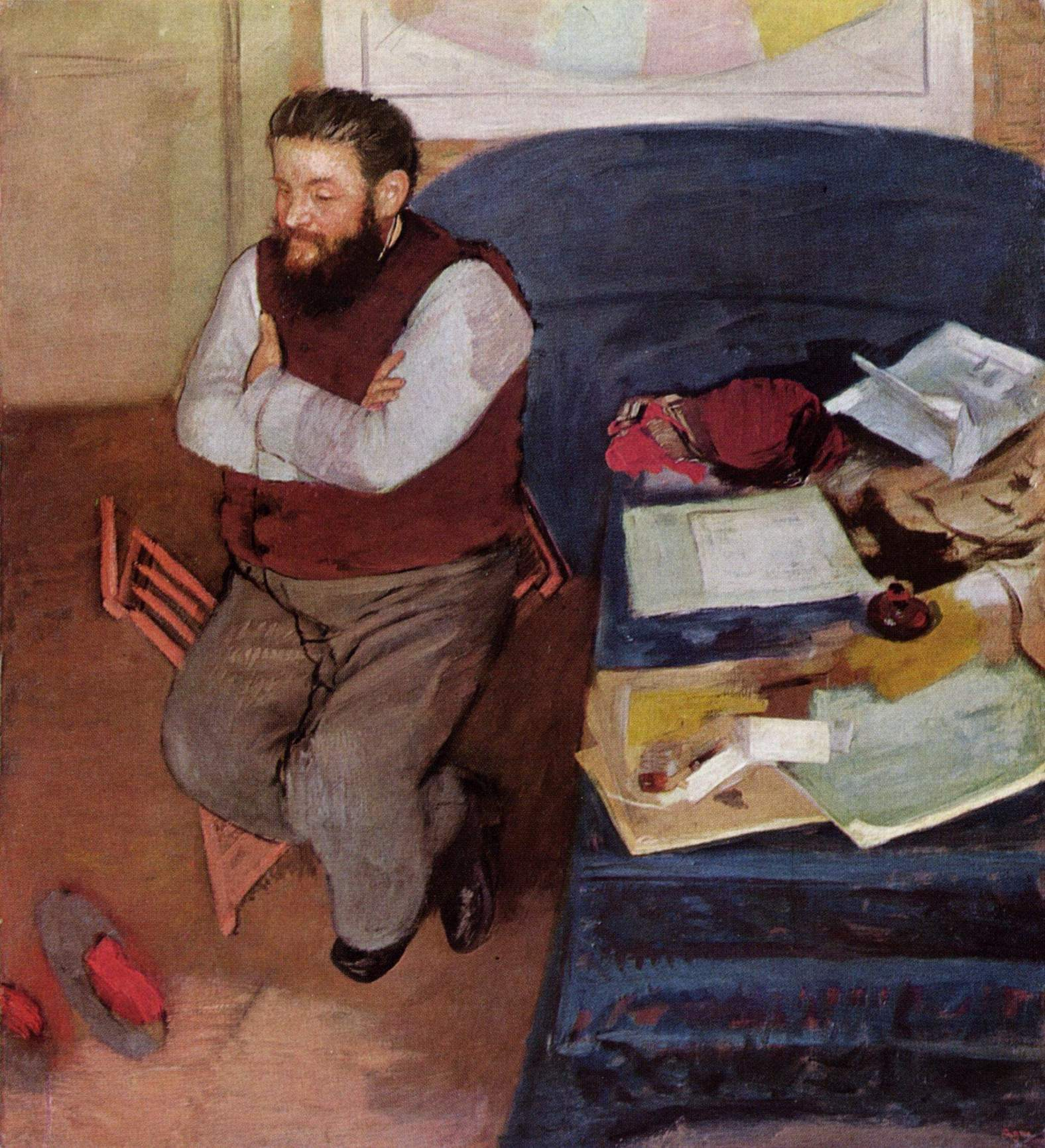
Diego Martelli par Edgar Degas - National Gallery of Scotland, Edimbourg

En 1861 il hérite d'un vaste territoire autour de  Castiglioncello situé sur une colline donnant sur des écueils. Il décide d'y demeurer avec son ami Giuseppe Abbati.
Il commence à inviter des amis fréquentant le Caffè Michelangiolo à Florence, lieu de rassemblement des peintres Macchiaioli. De ce fait il finit par devenir la référence culturelle du mouvement, son travail de soutien et de conseil rassemble autour de sa personnalité l'école di Castiglioncello.
Avec  Adriano Cecioni et Telemaco Signorini il fonde en 1867 le Gazzettino delle arti del disegno et en 1873 le  Giornale artistico, périodiques de diffusion artistique d'idées.
Diego Martelli fut parmi les premiers en Italie à soutenir l'impressionnisme français.
Il fut le mécène des peintres Macchiaioli qu'il hébergea durablement dans sa propriété de Castiglioncello.

## Source
- (it) Cet article est partiellement ou en totalité issu de l’article de Wikipédia en italien intitulé « Diego Martelli » (voir la liste des auteurs).